# Listen to Your Heart (chanson de Sonia Evans)
Pour les articles homonymes, voir Listen to Your Heart.
Pistes de Everybody Knows
Everybody Knows Someone Like You
Listen To Your Heart est le single de la chanteuse anglaise Sonia Evans sorti en novembre 1989 au Royaume-Uni et en mars 1990 en France. C’est le troisième single de l’album Everybody Knows, sa face B est la chanson Better Than Ever. 
Le deuxième single de Sonia entrant dans le Top 50 français après You'll Never Stop Me Loving You.

## Supports
- 45 Tours single

A. "Listen To Your Heart" – 3:25
B. "Better Than Ever" – 3:26

## Positions dans lescharts
| Classement (1989)             | Meilleure position |
| ----------------------------- | ------------------ |
| Europe – Hot 100 Singles 1989 | 27                 |
| Australie                     | 119                |
| Allemagne de l'Ouest          | 72                 |
| France                        | 39                 |
| Irlande                       | 22                 |
| Royaume-Uni                   | 10                 |